# Christophe Pillon
Christophe Pillon (ur. 6 maja 1967 roku w Genewie) – szwajcarski kierowca wyścigowy.

## Kariera
Pillon rozpoczął karierę w wyścigach samochodowych w 1999 roku od startów w FIA GT Championship, gdzie jednak nie zdobywał punktów. W późniejszych latach Szwajcar pojawiał się także w stawce European Le Mans Series, French GT Championship, American Le Mans Series, 24-godzinnego wyścigu Le Mans, Le Mans Endurance Series, Formuły Le Mans oraz Sportscar Winter Series.